# 人类自愿灭绝运动
人类自愿灭绝运动（英語：Voluntary Human Extinction Movement，简称）是一场号召所有人放弃生育，逐步实现自愿性人类灭绝的环保运动。运动的支持者认为人类灭绝可以防止环境恶化，该组织称人口過多存在多种危害，如物种灭绝、人类所需资源短缺等，减少人口就能显著减少人为因素造成的苦难。
乐斯·奈特（Les U. Knight）1991年创立人类自愿灭绝运动组织，他曾于1970年代参与美国环境保护运动，认为人类灭绝是解决地球生物圈和人性面临问题的最佳途径。奈特还为组织发布新闻通讯并担任发言人。该团体主要依靠外部媒体传播信息，此外还有网站宣传，并在部分环境运动中发挥作用。许多评论人士将其视为无法接受的极端组织，但也有作家称赞人类自愿灭绝运动的视角。部分记者和学者认为人类可以创造出可持续的生活方式，也能把人口减少到可持续水平。其他人则坚持认为无论这一种想法有多么优越，人类繁殖的本能都会防止人类在自愿情况下灭绝。

## 历史
人类自愿灭绝运动组织由乐斯·奈特创办，不过他本人对此否认，称自己不是创始人，只是为其命名。他是位生活在美國俄勒冈州波特兰的中学代课教师。奈特在大家庭中长大，在高校期间曾投身1970年代的环境保护运动，认为地球所面临的大部分危机都是人口过多所致。得出这样的结论后，他加入人口零增长组织，并在25岁那年做了輸精管結紮術。之后他进一步认为，要解决地球环境问题，最好的办法就是让人类灭绝。他还相信，历史上一直都有人抱持同样理念:142。
1991年，奈特开始发布人类自愿灭绝运动新闻通讯《这些退出的时代》。在通讯中，他要求读者以不再繁殖来实现进一步的人类灭绝。他还出版漫画作品，例如连环画《黑猩猩婴儿》就讲述了一位女性放弃生育，选择收养一只倭黑猩猩的故事。1996年，奈特为人类自愿灭绝运动创办了网站:143，到2010年时已有11种语言版本:310。人类自愿灭绝运动的标识包括字母，代表（意为“自愿”），还有反向的地球（即南北方向倒转，南在上，北在下），根据组织的说法，反向地球代表人类自愿灭绝运动的目标：对人类发展作出根本性转变，因为反向标志经常用于代表危难。

## 组织和推广
人类自愿灭绝运动结构松散，没有正式、严谨的组织:142-143，连成员名单也没有汇编出来。美國威拉姆特大学的丹尼尔·梅斯表示，1995年时该运动的邮寄名单中只有不到400名订阅者。6年后，福斯新聞頻道报道称这个名单上只有230名订阅者。奈特称，认同他思想的人就是组织成员，这样的人有“数百万”之多。从团体网站上的宣传来看，人类自愿灭绝运动的参与者都是“志愿者”、“支持者”或是“拿不定主意的人”，减少人类的出生率是这些人的共同意愿。
奈特是人类自愿灭绝运动的发言人。他代表组织出席环境会议和活动，并在这些地方宣传有关人口增长的信息:310。不过，人类自愿灭绝运动的信息主要还是通过外界媒体进行传播，而非活动和新闻通讯:143。人类自愿灭绝运动会销售钮扣和T恤衫:143，还有印着“感谢您不生孩子”的汽车保险杠贴纸。

## 思想
奈特认为，世界人口的增长速度已经远远超过地球的承受能力，所以对地球生物圈来说最好的事情就是人类自愿停止繁殖。他声称人类“与生物圈不兼容”，而且人类的存在会造成环境上的破坏，并最终导致人类和其他生命体的灭绝。根据奈特的说法，大部分人类社会都缺乏可持续的生活方式，虽然有些人尝试以较为环保的方式生活，但这仍然不足以改变人类的存在对地球和其它生物来说都属于威胁的事实。人类自愿灭绝运动的一个宣传理据就认为，人类自愿的灭绝可以避免人类的苦难和其它物种的灭绝，奈特指出，许多物种都受到人口不断增长的威胁。
心理学家詹姆斯·奥姆罗德在《心理学，文化和社会》期刊上指出，人类自愿灭绝运动“最根本的理念”就是“人类应该停止繁殖”，一些人认为自己是这一组织的成员，但并不真的支持人类灭绝:143。奈特还觉得，即使人类的生活方式变得更环保，但还是可能變回以前那些对环境破坏程度更大的模式，因此应该自我灭绝。奈特称，生活在第一世界国家的居民因为消费了大部分资源，因此相应的责任也最大。
奈特认为地球上的其它生物比人类及其艺术成就的综合价值更高，“莎士比亚的戏剧和爱因斯坦的工作都远远不及一只老虎”。他认为食物鏈中高层次物种的重要性不及低层次物种。他有时会称地球为盖亚，思维理念部分源自深層生態學，:158。奈特指出，人类的灭亡不可避免，所以最好快些灭亡，免得导致其它物种也遭到同一命运，其它生物也能够获得进化的潜力:143。
奈特认为，停止繁殖是利他主义选择，是避免非自愿性人类痛苦的有效方式，在他看来，儿童因可预防原因而死，也是典型的“无谓的痛苦”。只要停止繁殖，人类就有望过上伊甸园那样理想的生活方式。奈特坚持认为，最后存活下来的人将会为他们的成就感到自豪:312。他还列举了人类停止繁殖所能带来的好处：不会再有堕胎、战争和饥饿。奈特坚称：“如今，生育就是事实上的虐待儿童。”:158他认为，如果把资源消耗在不断增长的人口上而不是用来解决已经存在的问题，人类的生活标准将会恶化:158。如果停止繁殖，那么人们就能把能源用在其它领域，他建议渴望孩子的人们选择收养。
人类自愿灭绝运动反对政府强制性的人口控制方案，偏向于自愿性的人口缩减，只支持采用生育控制措施和意志力来防止怀孕。奈特指出，强制手段不大可能长久地减少人口，因为人类已经在灾难性的战争、饥荒和病毒打击中存活下来:310。人类自愿灭绝运动的新闻通讯中称自杀是“最后的退路”，但他们反对集体自杀理念，他们采纳的口号“希望我们长生并灭绝”就说明了这点。1995年对人类自愿灭绝运动成员进行的一次调查显示，其中大部分人都感觉自己有强烈的道德义务要保护地球，他们愿意为理想放弃一部分权利，觉得不可能通过政治途径来防止环境破坏，坚信“文明将会崩溃”的成员接受这些理念的可能性最大:267。不过，人类自愿灭绝运动没有任何公开的政治立场:143。
与国际人口行动组织相比，人类自愿灭绝运动组织的理念更为极端，前者只是认为人类应该为地球的可持续发展着想而减少人口，而非灭绝。不过与安乐死教会相比，人类自愿灭绝运动又更为严肃和温和，因为安乐死教会提倡以自杀和自相残杀来减少人口。1995年进行的调查发现，组织中36%的成员自认属“地球优先！”团体成员，并且过去5年里曾向团体捐过款:382-383。

## 反响
奈特表示，人类自愿灭绝运动的思想与社会上的鼓励生育思想背道而驰。他相信后者已经让许多人不再支持甚至不再关注人口控制。他承认自己的团体不太可能获得成功，但也认为从道德上而言，减少人口是唯一的选择。
主流媒体对奈特的理念褒贬不一。《旧金山纪事报》的格里高利·迪坎姆认为人类自愿灭绝运动的论点有着“不可否认的逻辑性”，但对奈特理想最终实现的可能性深表怀疑，因为许多人都渴望有孩子，并且没法被说服。《獨立報》的斯蒂芬·贾维斯也有类似看法，指出人类自愿灭绝运动面临着人类繁殖本能的巨大挑战。盖伊·达蒙在《衛報》网站上称赞运动的目标“在许多方面都值得称道”，但也认为相信人类会自愿寻求灭绝是一件荒谬的事。自由撰稿人艾比·奥赖利写道，有孩子经常被视为成功的表现，甚至在某些社會傳統觀念中有道德上的必要性。因此人类自愿灭绝运动的目标将很难实现。对于这些论点，奈特回应称人类有性欲是自然的，但渴望孩子只是教化的产物，是右翼思想下鼓励人们将孩子視为个人的伸延。。
天主教纽约总教区批评奈特的组织，称人类的存在是上天神圣的赐予。奥姆罗德声称奈特“选择直截了当的反人类视角，可以说完全摈弃了深層生態學”。在他看来，生存到最后的人类能够获得丰富资源的说法源自“后现代消费社会”，违反直观，奈特错在未能发展出统一且明确的意识形态:158。《经济学人》认为奈特希望人类自愿灭绝的想法有可取之处，因为马尔萨斯主义思潮也认为资源是有限的。不过文章中进一步指出，对地球有所同情并不一定非要追求让人类灭绝。社会学家弗兰克·富里迪也将人类自愿灭绝运动视为马尔萨斯主义团体，将其划分为认识到“人类最坏一面”的环保组织。乔西·阿普尔顿在《尖刺》杂志撰文指出，人类自愿灭绝运动不“反人类”，而是对人类漠不关心。
布赖恩·贝休恩认为，奈特的逻辑“荒谬得无懈可击”。他质疑奈特有关最后幸存的人会有幸福生活的说法，因为在丧失生存意志的情况下，实在很难想像一个人会有什么快乐的生活。新闻工作者谢尔顿·里奇曼认为，人类拥有自由意志，可以改变自己的行为。他指出，人类有能力解决地球所面临的问题。《沒有我們的世界》一书作者艾伦·韦斯曼则认为，限制每个家庭只生一个孩子是更好的选择。
网站的凯瑟琳·梅伊兹科夫斯基建议，没有孩子的人们在面对无子女这一“探索性问题”时采纳人类自愿灭绝运动的论点。卡门·德拉弗桑诺在《溯危动物研究期刊》指出，人类自愿灭绝运动力求放弃生养孩童并将此视为人类进步的象征。她认为该运动是“酷儿政治对立”的一种形式，因为其中将永远拒绝繁殖作为激励形式，她还认为这一运动的目的是建立“公民秩序”的新定义，就像李埃德尔曼认为酷儿理论应该做到的那样。德拉弗桑诺相信人类自愿灭绝运动符合埃德尔德的期望，因为他们代表着死亡的冲动，而不是执念于过去的繁殖理念。
《怪人：人类信仰的外部界限指南》收录奈特的组织，《卫报》记者奥利弗·伯克曼与奈特通电话后认为对方听起来“相当理智，并且还会自嘲”。艾伦·韦斯曼也有同样看法，形容奈特“思维周密，说起话来轻声细语，能言善道而且非常严肃”。哲学家斯蒂芬·贝斯特和道格拉斯·凯尔纳认为人类自愿灭绝运动的立场很极端，但他们指出这是受“现代人文主义”的极端立场所致。